# Aleksiej Worobjow
Aleksiej Władimirowicz Worobjow (ros. Алексей Владимирович Воробьёв), występujący także pod pseudonimem Alex Sparrow (ur. 19 stycznia 1988 w Tule) – rosyjski piosenkarz, aktor, reżyser i kaskader, reprezentant Rosji w 56. Konkursie Piosenki Eurowizji (2011).

## Życiorys

### Wczesne lata
Jest synem szefa ochrony w przedsiębiorstwie i gospodyni domowej. Jako dziecko grał w piłkę nożną. Początkowo chciał zostać piłkarzem, jednak ostatecznie postanowił zostać wokalistą. 
Uczył się w szkole muzycznej w klasie akordeonu, potem podjął studia muzyczne na wydziale wokalnym. W 2006 rozpoczął naukę na wydziale aktorskim w Moscow Art Theatre School. Podczas studiów przeszedł szkolenie kaskaderskie. 

### Kariera

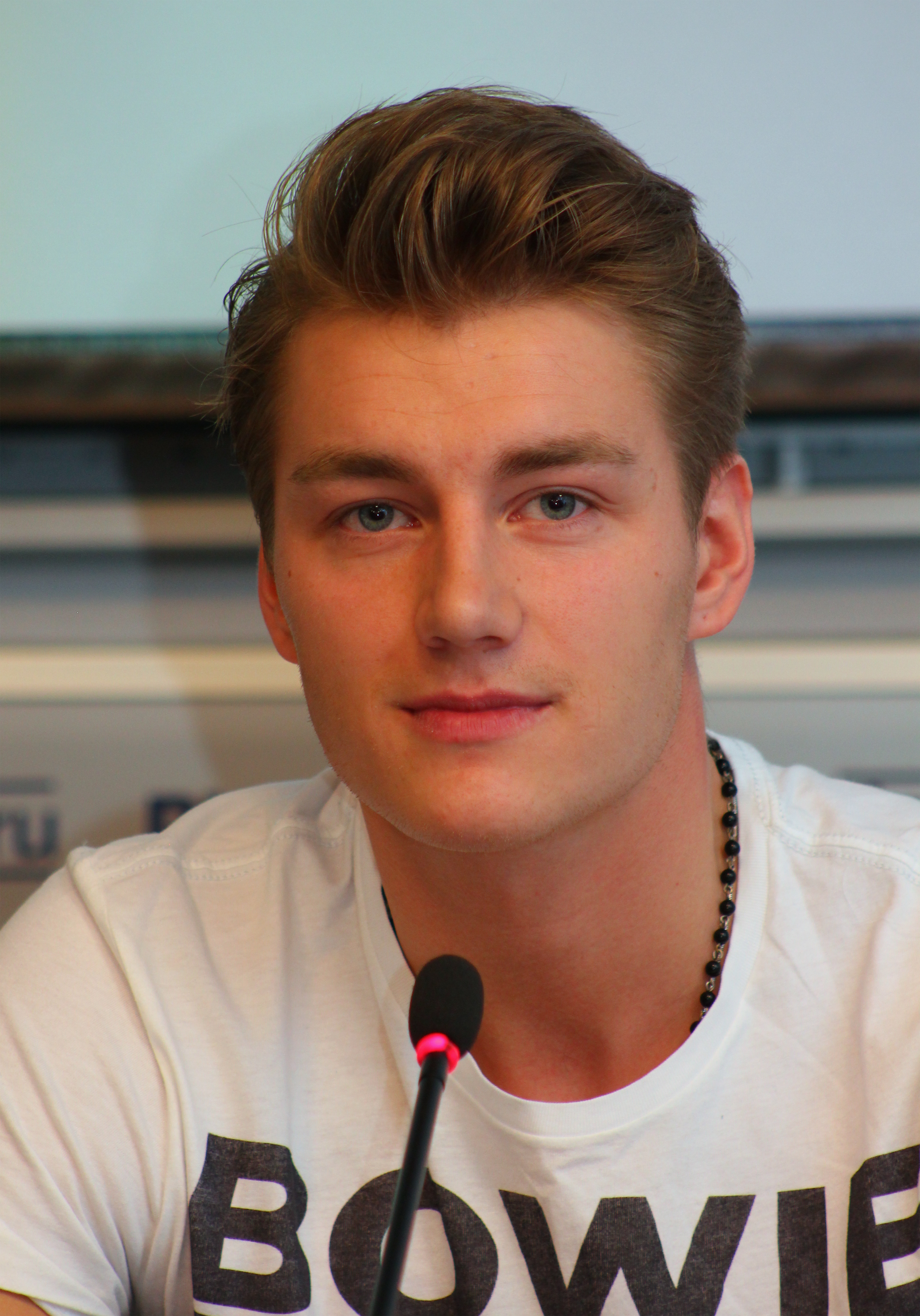
Aleksiej Worobjow, 2011

W czasie nauki na studiach został wokalistą folkowego zespołu Delight. W 2005 zdobył nagrodę Delphic Game w kategorii „Śpiewy ludowe”, a także wyjechał do Moskwy w celu udziału w przesłuchaniach do programu Siekriet uspiecha, rosyjskiej wersji formatu The X Factor. Ostatecznie zajął trzecie miejsce w finale konkursu, a niedługo potem przeprowadził się do Moskwy. 
W 2006 podpisał kontrakt muzyczny z wytwórnią Universal Music Russia. Rok później otrzymał statuetkę MTV Opening podczas gali MTV Russia Music Awards. W tym samym roku zadebiutował jako aktor rolą w serialu Alice’s Dream. W 2008 zgłosił się z utworem „Nowaja russkaja Kalinka” do rosyjskich selekcji do 53. Konkursu Piosenki Eurowizji. W finale eliminacji zajął piąte miejsce. 
W 2010 wziął udział w reality show Cruel Intentions, w którym zajął drugie miejsce w finale. W tym samym roku wygrał pierwszą edycję programu rozrywkowego Led i plamen, rosyjskiego odpowiednika programu Gwiazdy tańczą na lodzie, w którym tańczył z Tatjaną Nawką.

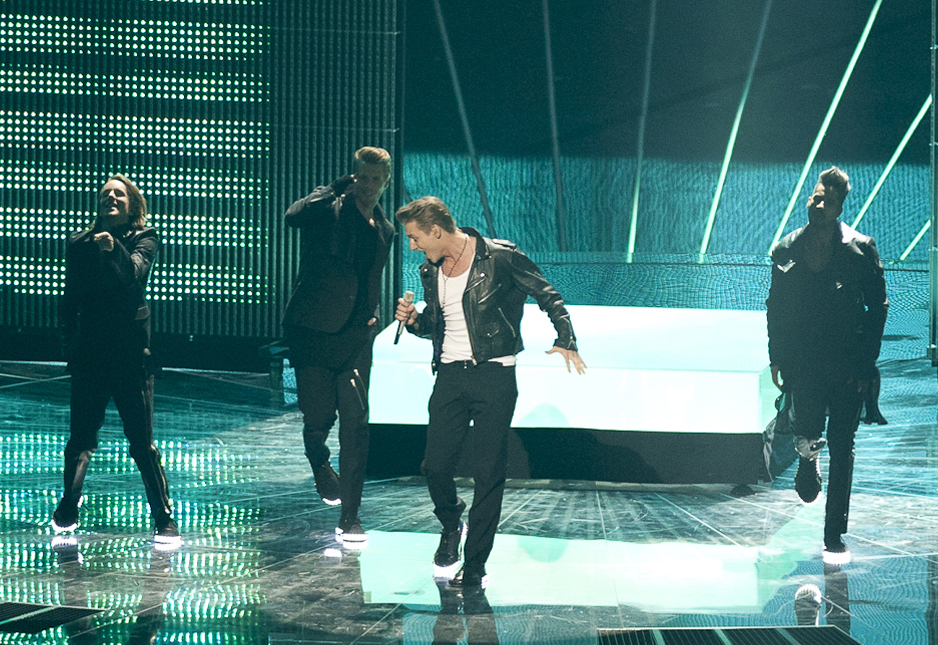
Aleksiej Worobjow podczas występu w 56. Konkursu Piosenki Eurowizji, maj 2011

W 2011 wydał swój debiutancki album studyjny, zatytułowany Dietiektor łży Worobjowa, który nagrał we współpracy z marokańskim producentem RedOne’em. Efektem pracy z producentem był też m.in. utwór „Get You”, z którym reprezentował Rosję w 56. Konkursie Piosenki Eurowizji w Düsseldorfie. 10 maja wystąpił w pierwszym półfinale konkursu i z dziewiątego miejsca awansował do finału, rozgrywanego 14 maja. Zajął w nim szesnaste miejsce.
22 stycznia 2013 w Los Angeles uległ wypadkowi samochodowemu, w którym doznał poważnych obrażeń oraz wstrząsu mózgu. W szpitalu stwierdzono u niego uszkodzenie mózgu. W lipcu zaczął powracać do pracy nad kolejnymi utworami.
W 2015 wystąpił w amerykańskim horrorze Taśmy Watykanu (ang. The Vatican Tapes), w którym wcielił się w postać doktora Kulika. W 2017 zagrał w trzecim sezonie serialu UnReal emitowanego na Lifetime.

## Dyskografia

### Albumy studyjne
- Dietiektor łży Worobjowa (2011)

### Single
| Rok  | Tytuł                                                        |
| ---- | ------------------------------------------------------------ |
| 2006 | „Leto”                                                       |
| 2007 | „Alisa”                                                      |
| 2007 | „Diewczonka”                                                 |
| 2007 | „Siejczas ili nikogda”                                       |
| 2007 | „Russkije zabili”                                            |
| 2008 | „Desire”                                                     |
| 2008 | „Nowaja Russkaja Kalinka”                                    |
| 2008 | „Toska”                                                      |
| 2008 | „Ty i ja”                                                    |
| 2008 | „Zabud mienia”                                               |
| 2009 | „Akkordieon”                                                 |
| 2009 | „Reality”                                                    |
| 2010 | „Shout It Out”                                               |
| 2010 | „Bam Bam”                                                    |
| 2011 | „Get You”                                                    |
| 2012 | „Bud', pożałujsta, posłabieje”                               |
| 2012 | „Bolsze, czem lubow'” (z KReeD'em)                           |
| 2012 | „Wsiegda budu s toboj”                                       |
| 2013 | „Zołoto manit nas” (z Bianką)                                |
| 2013 | „Pierwaja” (z S. Romanowiczem i D. Niefiedową)               |
| 2013 | „Swichnut’sia biez tiebia” (Wiktorijem Dajniekiem)           |
| 2013 | „Kak w poslednij raz” (z bratem Siergiejem i siostrą Galiną) |
| 2013 | „Everybody TRAP”                                             |
| 2013 | „Unfakeable”                                                 |
| 2013 | „Poczuwstwuj moju lubow”                                     |
| 2016 | „Sumasszedszaja”                                             |
| 2016 | „Samaja krasiwaja”                                           |

## Filmografia
| Rok       | Tytuł                                       | Rola               |
| --------- | ------------------------------------------- | ------------------ |
| 2006—2007 | Mieczty Alisy                               | Аleks              |
| 2008      | Priwiet, Kinder!                            | Maksim Izotow      |
| 2009      | Zołoto Skifow                               | Gleb Bolszakow     |
| 2009      | Moskva.Ru                                   | Witalij            |
| 2009      | Nieokonczennyj urok                         | Igor Czeriedniak   |
| 2010      | Fobos: Klub strachu                         | Żenia              |
| 2010      | Piatnickij. Strasznyje lejtienanty (serial) | Sima Wołan         |
| 2010      | W lesach i na gorach                        | Aleksiej Łochmatyj |
| 2010      | Wtoryje                                     | Kostia Karamyszew  |
| 2010      | Miedwieżyj ugol                             | Sierioga Rogow     |
| 2010      | Klassnyje mużyki (serial)                   | Antonio Zajczikow  |
| 2010      | Samobójstwo                                 | Aleksiej           |
| 2010      | Tri dnia lejtienanta Krawcowa               | Krawcow            |
| 2012      | Dieffczonki (serial)                        | Siergiej Zwonariow |
| 2012      | Brat i siestra                              | Wasia              |
| 2012      | Ludmiła (Zykina)                            | Gridin             |
| 2012      | Sokrowiszcza O.K.                           | Kirył Nikołajew    |
| 2013      | Tri Bogatyria (musical)                     | Iwan-Carewicz      |
| 2013      | Tri muszkietiera                            | Lord Winter        |
| 2015      | Taśmy Watykanu                              | dr. Kulik          |